# An Nghĩa, Nam Xương
An Nghĩa (tiếng Trung: 安义县, Hán Việt: An Nghĩa huyện) là một huyện của địa cấp thị Nam Xương (南昌市), tỉnh Giang Tây, Cộng hòa Nhân dân Trung Hoa. Huyện này có diện tích 656 km2, dân số năm 2003 là 249.000 người. 

## Hành chính
An Nghĩa được chia ra làm 10 đơn vị hành chính cấp hương, gồm 7 trấn và 3 hương. Ngoài ra huyện này còn quản lí 2 đơn vị tương đương cấp hương khác
- Trấn: Long Tân (龙津镇), Vạn Phụ (万埠镇), Thạch Tị (石鼻镇), Đỉnh Hồ (鼎湖镇), Trường Phụ (长埠镇), Đông Dương (东阳镇), Hoàng Châu (黄洲镇)
- Hương: Kiều Lạc (乔乐乡), Trường Quân (长均乡), Tân Dân (新民乡)

Đơn vị ngang cấp hương khác
- Khu công nghiệp An Nghĩa (江西安义工业园区)
- Khu khai khẩn trồng trọt quốc doanh Vạn Phụ (国营万埠垦殖场)